# Fumio Asakura
Fumio Asakura, en el orden japonés Asakura Fumio 朝倉 文夫, fue un escultor japonés, nacido el 1 de marzo de 1883 y fallecido el 18 de abril de 1964.

## Datos biográficos
Asakura Fumio nació y se crio en un pequeño pueblo de la prefectura de Oita, al este de la isla de Kyushu. Su nombre de nacimiento es Fumio Watanabe. A la edad de diez años, fue adoptado por la familia Asakura. Habiendo fracasado en los exámenes de ingreso en la escuela secundaria, se fue en 1902 para reunirse con su hermano mayor, el escultor Osao Watanabe (1874-1952) de quien aprende las bases del oficio de escultor. En 1903, pasó el examen de ingreso a la Escuela de Bellas Artes de Tokio, donde perfeccionó su técnica y se centró en el estudio de los escultores europeos, en particular Rodin. 
En 1908 expuso por primera vez en el Salón de Bellas Artes del Ministerio de Educación, que había sido fundado el año anterior, para promover la creación nacional. Recibió el segundo premio, el primero de una larga serie que le permitió convertirse en 1916, en el más joven miembro del jurado del prestigioso salón. En 1921, se convirtió en profesor en la Escuela de Bellas Artes de Tokio.
Fumio Asakura comenzó a recibir encargo públicos y se convirtió en los años 1930-1940 en el escultor oficial más importante de Japón, junto a Seibo Kitamura (1884-1987). Fue el autor entre otras estatuas de políticos como Okuma Shigenobu (1932, Universidad de Waseda, Tokio) y Inukai Tsuyoshi (1934, Okayama). Entre 1941 y 1945, la mayor parte de sus bronces fueron fundidos debido a la recuperación política de metales para fines bélicos.
Tras la Segunda Guerra Mundial, siguió produciendo obras que son a la vez realistas y sensibles. Recibió varios encargos basados en el tema de la Paz, la Juventud o la Iluminación. Recibió numerosos premios y condecoraciones. 